# Лирови смокове
Лировите смокове (Trimorphodon) са род влечуги от семейство Смокообразни (Colubridae).
Таксонът е описан за пръв път от американския палеонтолог Едуард Дринкър Коуп през 1861 година.

## Видове
- Trimorphodon biscutatus
- Trimorphodon lambda
- Trimorphodon lyrophanes
- Trimorphodon paucimaculatus
- Trimorphodon quadruplex
- Trimorphodon tau
- Trimorphodon vilkinsonii